# 小櫻池夏海
小櫻池夏海（1984年7月27日—）。是日本漫畫家。綽號：小夏。血型O 型，身高156公分，日本岩手縣出生。岩手縣立大學社會福祉學部福祉經營學科畢業。

## 關於
喜歡水果、Ghana Ripple（樂天加納波紋巧克力）。Sweetbox的音樂，電影欣賞。特技為3秒鐘入睡。

## 經歷
- 2004年於《りぼん冬休みびっくり増刊号》刊登獲得第53屆りぼん新人漫畫獎佳作的出道作品《SPRING》。
- 2007年8月受尖端出版之邀來台舉辦海外首次簽名會

## 作品

### 台灣已出版單行本
- 尖端出版：
- 《月光下的約定》（あなたへの月）（全1集）
- 《公主的畫像》（姫君のアイコン）（全1集）
- 《青空POP》（青空ポップ）（全5集）
- 《Fly High!》（フライハイ！）（全3集）
- 《戀愛一秒後》（全1集）
- 《花與嵐》（全1集）
- 《薔薇♥戀愛預感》（全3集）
- 《戀夢筆記本》（全1集）

## 外部連結
- 小櫻池夏海集英社官網介紹 （日語）